# Cota tinctoria

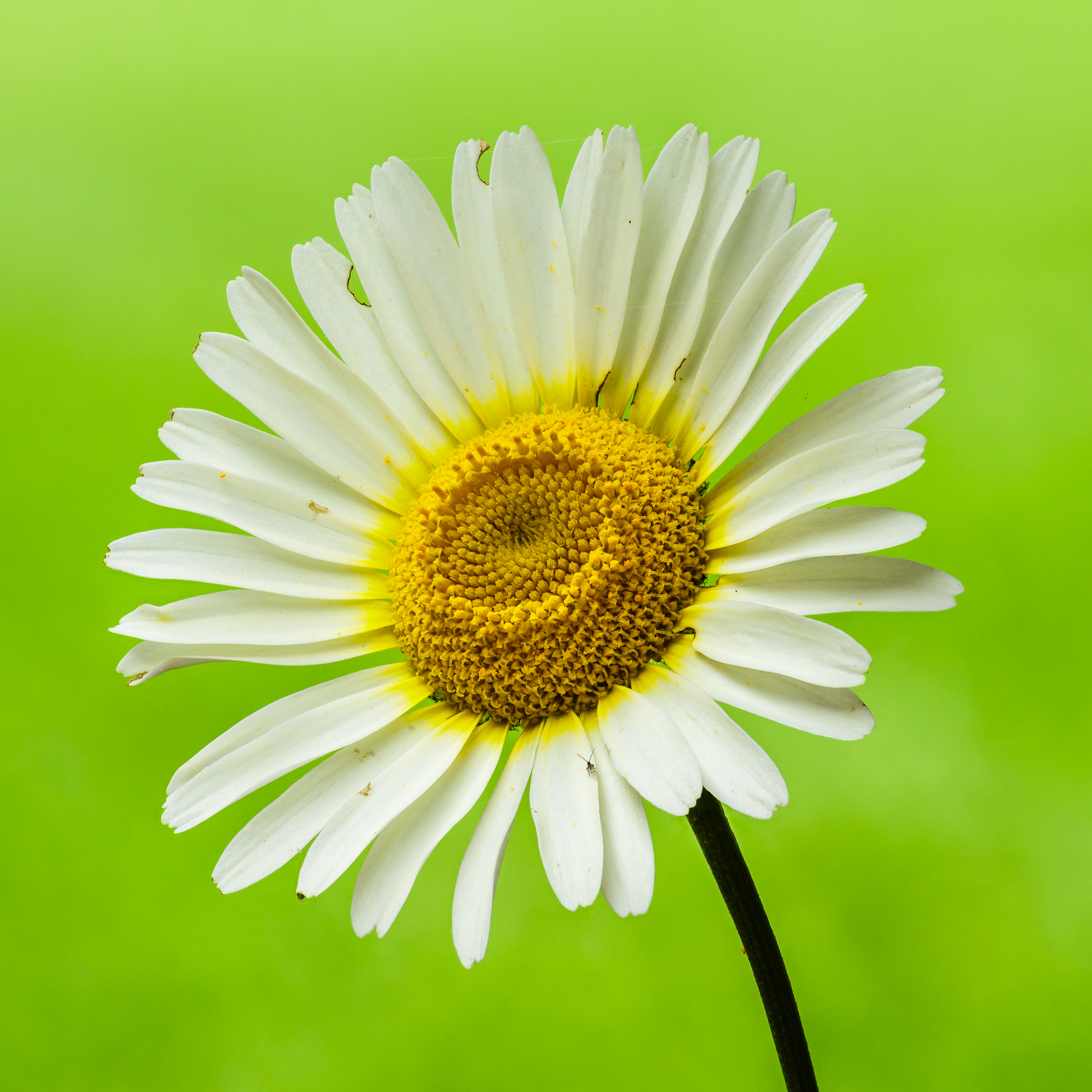
Inflorescence.

La camomilla dei tintori (Cota tinctoria (L.) J.Gay) è una specie di pianta angiosperma dicotiledone della famiglia delle Asteraceae (sottofamiglia Asteroideae, tribù Anthemideae (Eurasian grade) e sottotribù Anthemidinae).

## Etimologia
Il nome del genere (Cota) deriva probabilmente da un nome generico pre-linneiano usato come epiteto per la specie Anthemis cota ("cota" = tazza). L'epiteto specifico (tintoria) esprime una particolare caratteristica di questa pianta.
Il nome scientifico della specie è stato definito dai botanici Carl Linnaeus (1707-1778) e Jacques Étienne Gay (1786-1864) nella pubblicazione " Florae Siculae Synopsis, [exhibens plantas vasculares in Sicilia insulisque adjacentibus huc usque detectas secundum systema Linneanum dipositas]. Neapoli" (  Fl. Sicul. Syn. 2: 867 ) del 1855.

## Descrizione

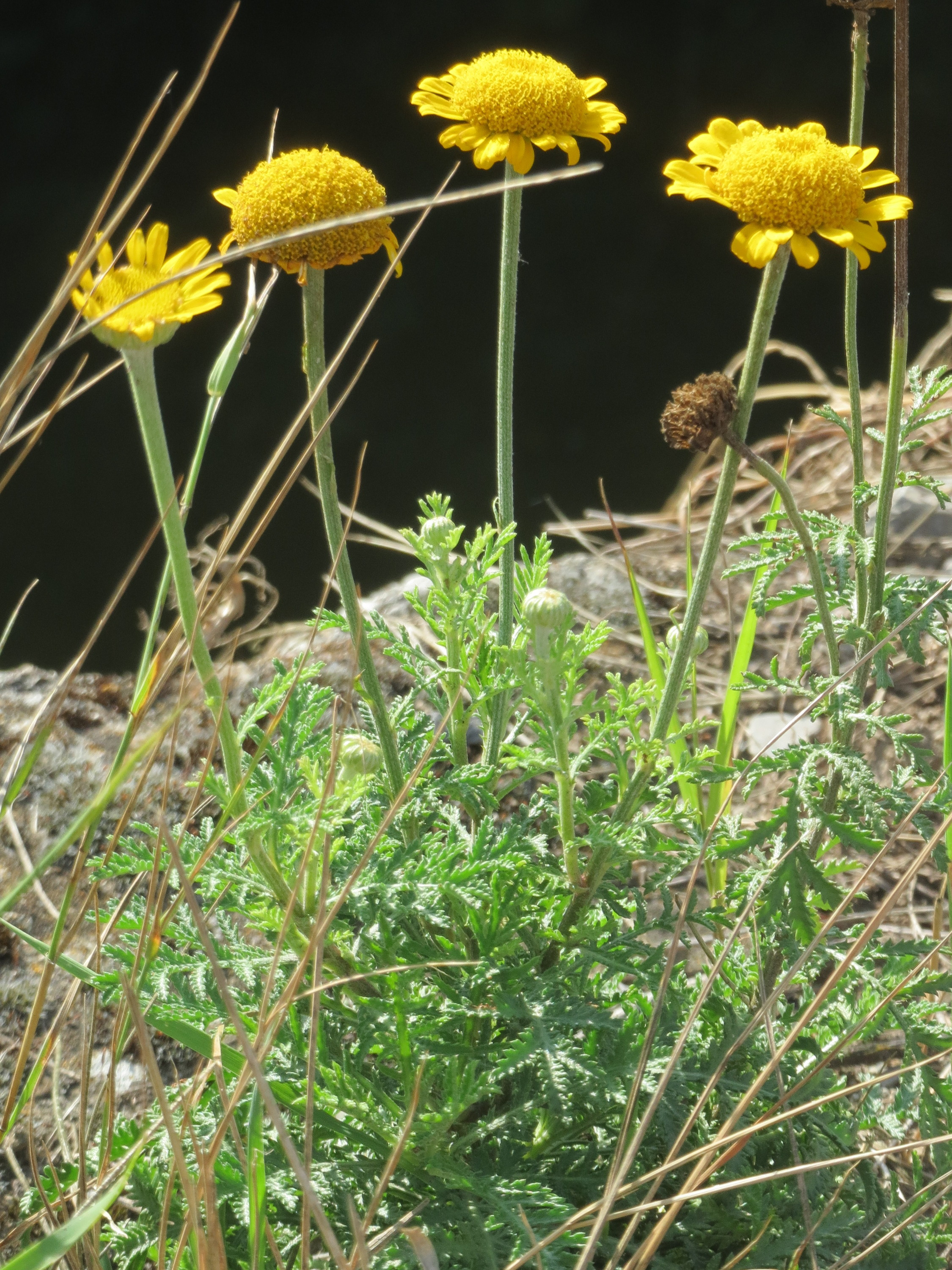
Il portamento

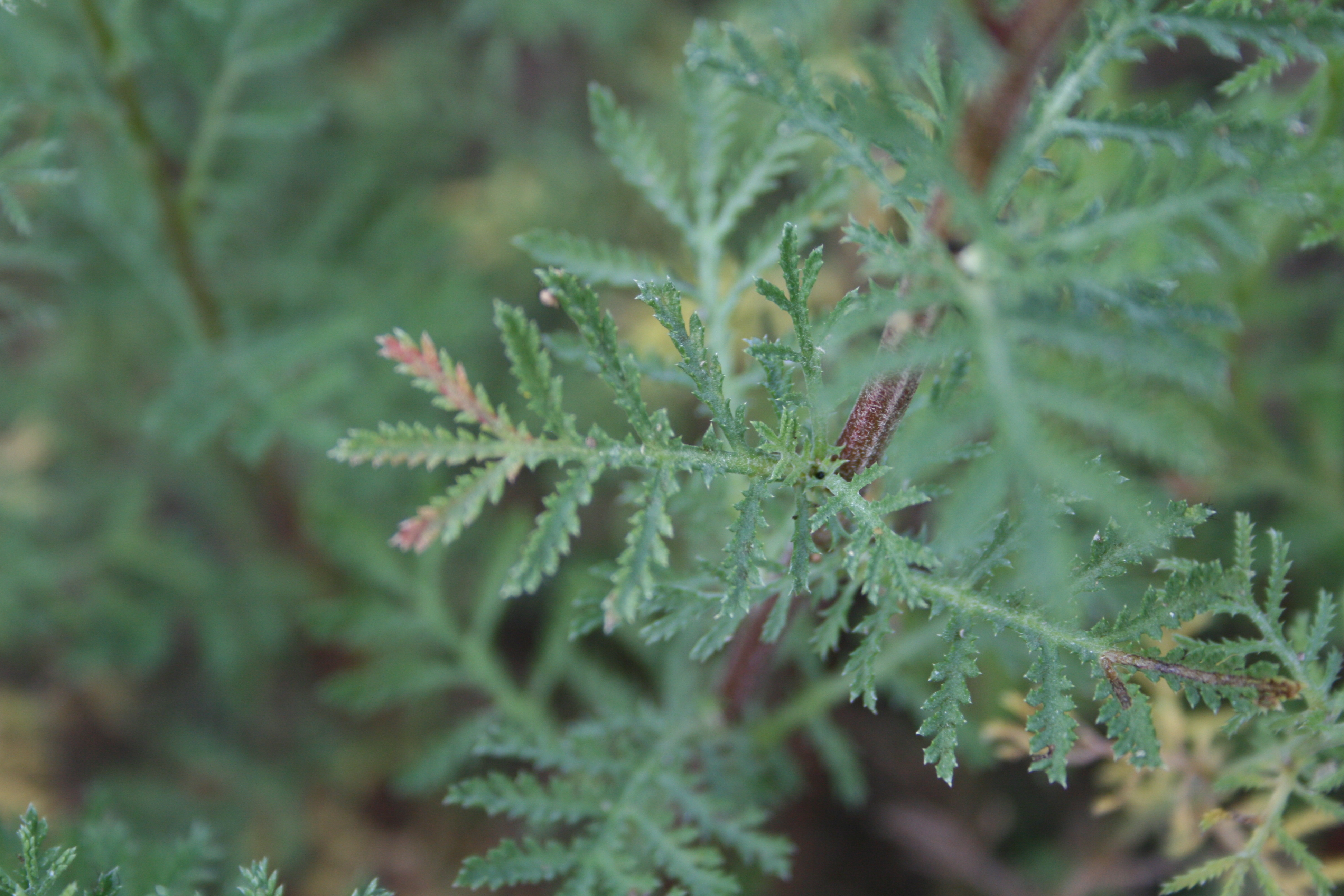
Le foglie

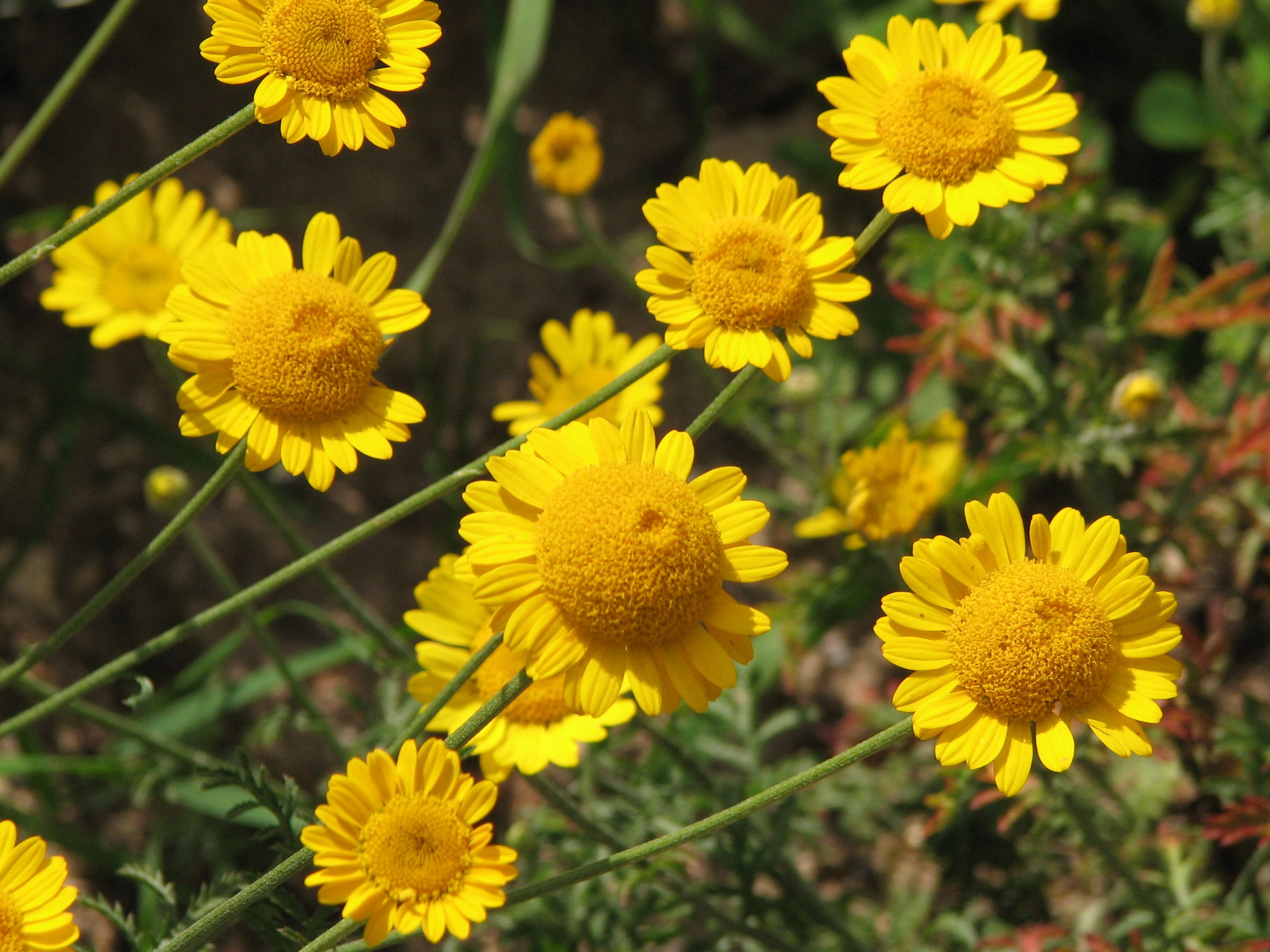
Infiorescenza

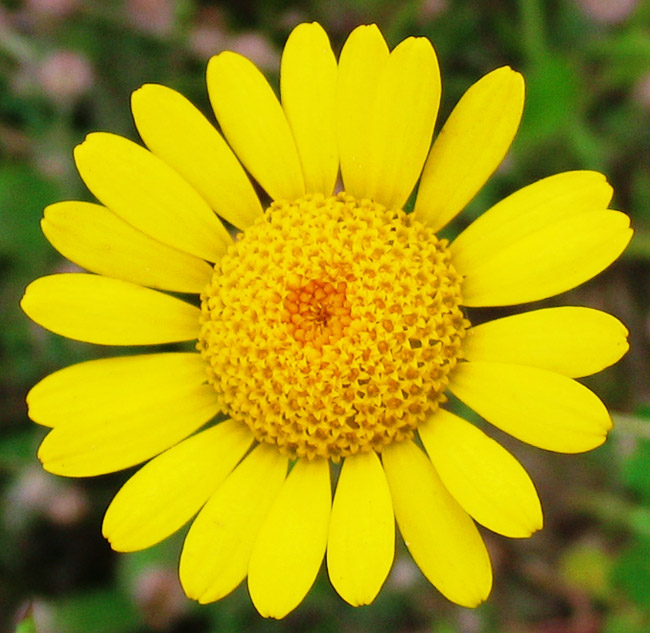
I fiori

Portamento. La specie di questa voce ha un habitus erbaceo. La forma biologica della specie è sia emicriptofita bienne (H bienn), ossia in generale sono piante erbacee con gemme svernanti al livello del suolo e protette dalla lettiera o dalla neve e si distinguono dalle altre per il ciclo vitale biennale, che camefita suffruticosa (Ch suffr), sono piante perenni e legnose alla base, con gemme svernanti poste ad un'altezza dal suolo tra i 2 ed i 30 cm (le porzioni erbacee seccano annualmente e rimangono in vita soltanto le parti legnose). L'indumento è formato da peli basifissi (raramente basifissi). La pianta è densamente cinerino-tomentosa.
Fusto. La parte aerea in genere è eretta, semplice o ramosa. Quella sotterranea è rizomatosa e legnosa. Altezza massima: 20 - 50 cm.
Foglie. Le foglie, aromatiche, lungo il fusto sono disposte in modo alterno, picciolate o sessili. La lamina con forme obovate, oblanceolate o spatolate è di tipo 2-pennatosetta. I segmenti, lobati più o meno strettamente, all'apice sono mucronati (consistenza cartilaginea). La superficie è pelosa. Dimensione delle foglie: 2 - 3 cm.
Infiorescenza. Le sinflorescenze comprendono sia capolini solitari che raggruppati in corimbi più o meno densi. Le infiorescenze vere e proprie sono composte da un capolino terminale di tipo sia radiato. La struttura dei capolini è quella tipica delle Asteraceae: un peduncolo, generalmente ingrossato, sorregge un involucro, con forme emisferiche, obconiche o ubonate, composto da diverse brattee, al cui interno un ricettacolo fa da base ai fiori di due tipi: fiori del raggio (possono mancare) e fiori del disco. Le brattee, con lanosità giallastra e acute, sono disposte in modo più o meno embricato su più serie (da 3 a 5). Il ricettacolo, emisferico, è provvisto di pagliette, con forme lanceolate e mucronate, avvolgenti la base dei fiori. Diametro dei capolini: 1,5 - 2,5 cm. Lunghezza delle pagliette: 5 - 6 mm.
Fiori.  I fiori sono tetra-ciclici (formati cioè da 4 verticilli: calice – corolla – androceo – gineceo) e pentameri (calice e corolla formati da 5 elementi). Si distinguono in:
- fiori del raggio (esterni): sono femminili, fertili e disposti su una sola serie; la forma è ligulata (zigomorfa); a volte possono mancare o essere sterili o neutri;
- fiori del disco (centrali): sono più numerosi con forme brevemente tubulose (attinomorfe); sono ermafroditi fertili.

- Formula fiorale:

*/x K {\displaystyle \infty }, [C (5), A (5)], G 2 (infero), achenio
- Calice: i sepali del calice sono ridotti ad una coroncina di squame.

- Corolla:

- fiori del raggio: la forma della corolla alla base è più o meno tubulosa-imbutiforme (a volte pelosa), mentre all'apice è ligulata; la ligula può terminare con alcuni denti; il colore è giallo; dimensione delle ligule: 2 x 3 - 7 mm;
- fiori del disco: la forma è tubulare bruscamente divaricata in 5 lobi; i lobi, patenti o eretti, hanno una forma deltata o più o meno lanceolata; il colore è giallo; dimensione dei fiori tubolosi: 5 mm.

- Androceo: l'androceo è formato da 5 stami (alternati ai lobi della corolla) sorretti da filamenti generalmente liberi; gli stami sono connati e formano un manicotto circondante lo stilo. Le antere possono essere sia di tipo basifisso che mediofisso. Il tessuto dell'endotecio non è polarizzato. Il polline è sferico con un diametro medio di circa 25 micron;  è tricolporato (con tre aperture sia di tipo a fessura che tipo isodiametrica o poro) ed è echinato (con punte sporgenti).

- Gineceo: l'ovario è infero uniloculare formato da 2 carpelli. Lo stilo (il recettore del polline) è profondamente bifido (con due stigmi divergenti) e con le linee stigmatiche marginali separate o contigue. I due bracci dello stilo hanno una forma troncata e possono essere papillosi o ricoperti da ciuffi di peli.

- Antesi: da maggio a settembre.

Frutti.  I frutti sono degli acheni con pappo (a volte il pappo può mancare). La forma degli acheni è più o meno ob-conica, dorsoventralmente piatta, a sezione rombica con due coste laterali oppure (raramente) una stretta ala e 3 - 10 addizionali coste su ogni faccia. Il pappo è sormontato da un piccolo anello membranoso. Il pericarpo, piuttosto spesso, può contenere delle cellule mucillaginifere, mentre le sacche di resina sono generalmente assenti. Lunghezza degli acheni: 1,5 mm.

## Biologia
Impollinazione: tramite insetti (impollinazione entomogama tramite farfalle diurne e notturne).

Riproduzione: la fecondazione avviene fondamentalmente tramite l'impollinazione dei fiori.

Dispersione: i semi cadono a terra e vengono dispersi soprattutto da insetti come formiche (disseminazione mirmecoria). Un altro tipo di dispersione è zoocoria: gli uncini delle brattee dell'involucro (se presenti) si agganciano ai peli degli animali di passaggio che portano così i semi anche su lunghe distanze. Inoltre per merito del pappo (se presente) il vento può trasportare i semi anche per alcuni chilometri (disseminazione anemocora).

## Distribuzione e habitat
Geoelemento: il tipo corologico (area di origine) è  Centro Europeo - Pontico.
Distribuzione: in Italia questa specie si trova comunemente al Centro e Sud, meno frequente al Nord. La specie ha un ampio areale che si estende dall'Europa, attraverso il bacino del Mediterraneo, sino all'Asia occidentale; è stata inoltre introdotta e si è naturalizzata in diverse località del Nord America.
Habitat: l'habitat tipico per queste piante sono i pendii aridi marnosi.
Distribuzione altitudinale: sui rilievi alpini, in Italia, queste piante si possono trovare fino a 1500 m s.l.m..

## Fitosociologia
Per l'areale completo italiano Cota tinctoria appartiene alla seguente comunità vegetale:
Macrotipologia: vegetazione erbacea sinantropica, ruderale e megaforbieti.
Classe: Artemisietea vulgaris Lohmeyer, Preising & Tüxen ex Von Rochow, 1951
Ordine: Agropyretalia intermedii-Repentis Oberdorfer, Müller & Görs in Müller & Görs, 1969
Alleanza: Convolvulo arvensis-Agropyrion repentis Görs, 1966
Descrizione. L'alleanza Convolvulo arvensis-Agropyrion repentis è relativa alle comunità a ciclo biologico perenne formate in maggioranza da graminacee di tipo semiruderale e mesofile. Le distribuzione di questa alleanza è eurasiatica (o eurosiberiana). In Italia è presente nei territori con bioclima temperato.
Specie presenti nell'associazione: Elytrigia repens, Inula conyza, Echium vulgare, Lactuca perennis, Cota tinctoria, Dactylis glomerata, Diplotaxis tenuifolia, Falcaria vulgaris, Picris hieracioides e Poa compressa.

## Sistematica
La famiglia di appartenenza di questa voce (Asteraceae o Compositae, nomen conservandum) probabilmente originaria del Sud America, è la più numerosa del mondo vegetale, comprende oltre 23.000 specie distribuite su 1.535 generi, oppure 22.750 specie e 1.530 generi secondo altre fonti (una delle checklist più aggiornata elenca fino a 1.679 generi). La famiglia attualmente (2021) è divisa in 16 sottofamiglie; la sottofamiglia Asteroideae è una di queste e rappresenta l'evoluzione più recente di tutta la famiglia.

### Filogenesi
Il gruppo di questa voce è descritto nella tribù Anthemideae, una delle 21 tribù della sottofamiglia Asteroideae). In base alle ultime ricerche nella tribù sono stati individuati (provvisoriamente) 4 principali lignaggi (o cladi): "Southern hemisphere grade", "Asian-southern African grade", "Eurasian grade" e "Mediterranean clade". Il genere  Cota  (insieme alla sottotribù Anthemidinae) è incluso nel clade Eurasian grade. Nella struttura interna della sottotribù si individuano due cladi. Il genere di questa voce fa parte del clade comprendente i generi Anthemis, Nananthea e Tripleurospermum.
Nella "Flora d'Italia" di Sandro Pignatti le specie italiane di "Cota" sono divise in due gruppi: specie con ciclo biologico annuo e specie con ciclo biologico bienne o perenne. La specie di questa voce appartiene al gruppo perenne.
I caratteri distintivi della specie  Cota tinctoria sono:
- le forme biologiche sono: emicriptofita bienne (H bienn) e camefita suffruticosa (Ch suffr);
- i peduncoli sono ingrossati;
- i fiori sono tutti gialli.

Il numero cromosomico delle specie di questa voce è: 2n = 18.

### Variabilità
Per questa specie sono riconosciute le seguenti sottospecie:
- Cota tinctoria subsp. australis (R.Fern.) Oberpr. & Greuter, 2003  - Distribuzione: Italia, Francia e Albania.
- Cota tinctoria subsp. euxina  (Boiss.) Oberpr. & Greuter, 2003 - Distribuzione: Anatolia e Transcaucasia.
- Cota tinctoria subsp. fussii  (Griseb. & Schenk) Oberpr. & Greuter, 2003 - Distribuzione: Romania.
- Cota tinctoria subsp. gaudium-solis  (Velen.) Oberpr. & Greuter, 2003 - Distribuzione: Bulgaria.
- Cota tinctoria subsp. parnassica  (Boiss. & Heldr.) Oberpr. & Greuter, 2003 - Distribuzione: Penisola Balcanica.
- Cota tinctoria subsp. sancti-johannis  (Stoj., Stef. & Turrill) Oberpr. & Greuter, 2003 - Distribuzione: Bulgaria.
- Cota tinctoria subsp. tinctoria (è la stirpe principale).
- Cota tinctoria subsp. virescens  (Bornm.) Oberpr. & Greuter, 2003 - Distribuzione: Anatolia.

Sul territorio italiano sono presenti due sottospecie qui sotto descritte:
 Sottospecie tinctoria

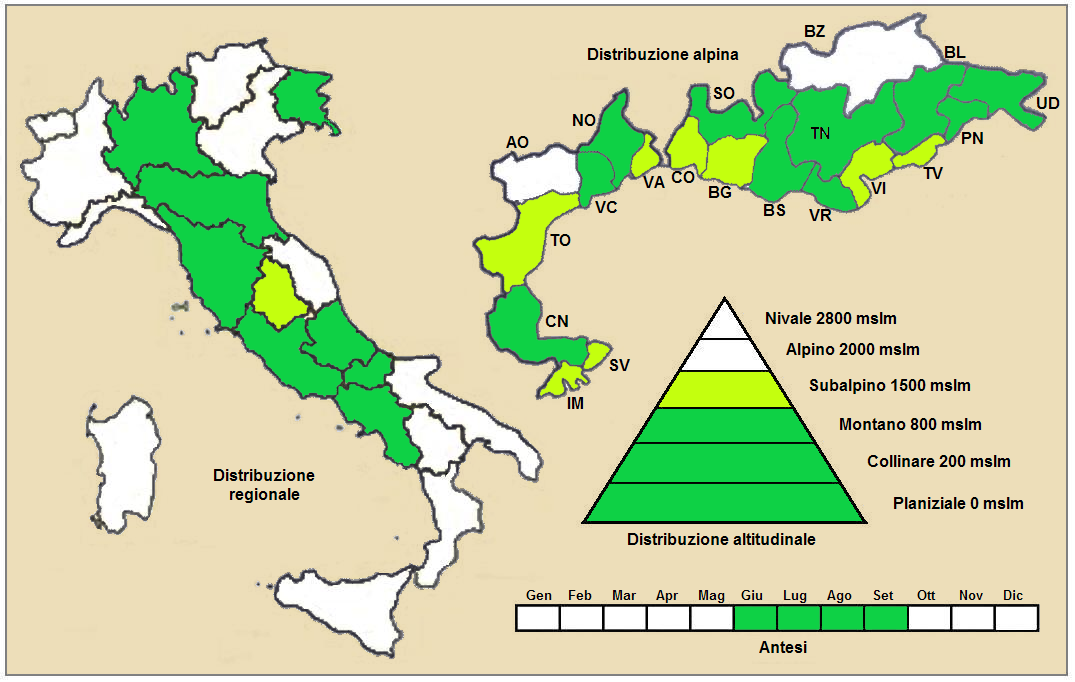
Distribuzione della sottospecie tinctoria (Distribuzione regionale – Distribuzione alpina)

- Nome scientifico: Cota tinctoria subsp. tinctoria.
- Descrizione: le foglie, con scarsa lanosità, sono verdi a contorno lanceolato con segmenti di secondo ordine ovati con apice mucronato; diametro del ricettacolo: 11 - 15 mm.
- Geoelemento: il tipo corologico (area di origine) è Europeo - Ovest Asiatico.
- Distribuzione: in Italia questa sottospecie si trova al Nord specialmente sui rilievi alpini. Fuori dall'Italia, sempre nelle Alpi, questa specie si trova in Francia, Svizzera e Austria. Sugli altri rilievi collegati alle Alpi è presente nel Massiccio del Giura e Carpazi.
- Habitat: l'habitat tipico per queste piante sono gli ambienti collinari-montani. Il substrato preferito è calcareo ma anche siliceo con pH neutro, bassi valori nutrizionali del terreno che deve essere arido.
- Distribuzione altitudinale: sui rilievi alpini, in Italia, queste piante si possono trovare nei seguenti piani vegetazionali: collinare, montano e in parte quello subalpino (oltre a quello planiziale).
- Dal punto di vista fitosociologico alpino la specie di questa voce appartiene alla seguente comunità vegetale:

Formazione: comunità perenni nitrofile
Classe: Agropyretea intermedii-repentis
Ordine: Agropyretalia intermedii-repentis
Alleanza: Convolvulo-Agropyrion repentis
 Sottospecie australis
- Nome scientifico: Cota tinctoria subsp. australis (R.Fern.) Oberpr. & Greuter, 2003 
- Descrizione: la parte inferiore delle foglie è densamente grigio o bianco tomentose; il contorno delle foglie è ovale con segmenti di secondo ordine ovati, acuti ,ma non mucronati; il diametro dei capolini è di 18 - 22 mm; il diametro del ricettacolo è 14 - 18 mm.
- Distribuzione: in Italia questa sottospecie si trova al Centro (ma è da verificare).

### Sinonimi
Sono elencati alcuni sinonimi per questa entità:
- Anacyclus tinctorius (L.) Samp.
- Anthemis tinctoria  L.
- Chamaemelum tinctorium  (L.) Schreb.

## Usi
L'infiorescenza, che contiene due derivati flavonici, luteolina e apigenina, veniva in passato utilizzata nell'industria tessile per produrre una tinta di colore giallo brillante, usata per tingere i tessuti.
È pianta visitata dalle api per il polline ed il nettare.